# Cláudio Sá
Cláudio Sá (Aveiro, 13 de novembro de 1990) é um realizador de cinema de animação português.

## Biografia
Cláudio Sá é natural de Nogueira da Regedoura, Aveiro. Com apenas 16 anos fez a sua primeira curta-metragem "Ganância" e com esse filme venceu o prémio Jovem Cineasta Português no Cinanima em 2008. Em 2010 realizou a sua segunda curta-metragem de animação, "O Relógio de Tomás", filme que fez um percurso notável em festivais internacionais de cinema, vencendo vários prémios em destaque para um 1º lugar no Festival de Imperia, em Itália. Em 2012, a sua curta-metragem "Lágrimas de um Palhaço" foi seleccionada para o Festival de Cannes.

## Filmografia

### Curtas-metragens
- 2012 - Lágrimas de um Palhaço
- 2011 - Ainda, o Natal
- 2010 - O Relógio de Tomás
- 2008 - Ganância